# بطولة هيوستن للتنس
بطولة هيوستن للتنس هي بطولة تلعب على الأراضي الترابية , وتندرج تحت قائمة بطولات رابطة محترفي كرة المضرب ال250 نقطة. تقام البطولة في مدينة هيوستن في الولايات المتحدة كل عام.